# Timotteo
Timotteo es una banda de tango de Buenos Aires. Se dedican a interpretar música de la segunda mitad del siglo XX así como también composiciones propias. Su formación incluye piano, bandoneón, contrabajo y violín. Además de su trabajo como cuarteto de tango, Timotteo se dedica a interpretación de música junto a orquestas sinfónicas y de cámara.
En el año 2009 Timotteo organiza todos los jueves, su propia milonga, en el tradicional barrio de San Telmo. La milonga se llama "Milonga Montevideo" puesto que se desarrollan allí actividades culturales de las dos orillas del Río de la Plata.

## Integrantes
- Ignacio Oroná (Bandoneón y arreglos)
- Federico Pérez (Piano)
- Sebastián Andrés Nosh (Contrabajo)
- Rubén Polizzi (Violín)